# Лютикоцветни
Лютикоцветните (Ranunculales) са разред покритосеменни растения от групата на еудикотите. Включва многогодишни или едногодишни тревисти растения и лиани, по-рядко дървета или храсти.

## Класификация
В класификациите на Групата по филогения на покритосеменните (APG) от 1998 и 2003 г. разредът се разделя на следните семейства:
- Berberidaceae-Киселотрънови
- Circaeasteraceae
- Eupteleaceae
- Lardizabalaceae
- Menispermaceae
- Papaveraceae – Макови
- Ranunculaceae – Лютикови

APG допуска и възможно обособяване на семейство Kingdoniaceae от Circaeasteraceae и на семействата Fumariaceae (Росопасови) и Pteridophyllaceae от Papaveraceae.
В системата на Кронкуист от 1981 година Papaveraceae и Fumariaceae са отделени в самостоятелен разред Papaverales. В Ranunculales не е включено и семейство Eupteleaceae, но за сметка на това присъстват семействата Sargentodoxaceae и Sabiaceae.